# Marie-Lydie Cabanisová Bonfilsová

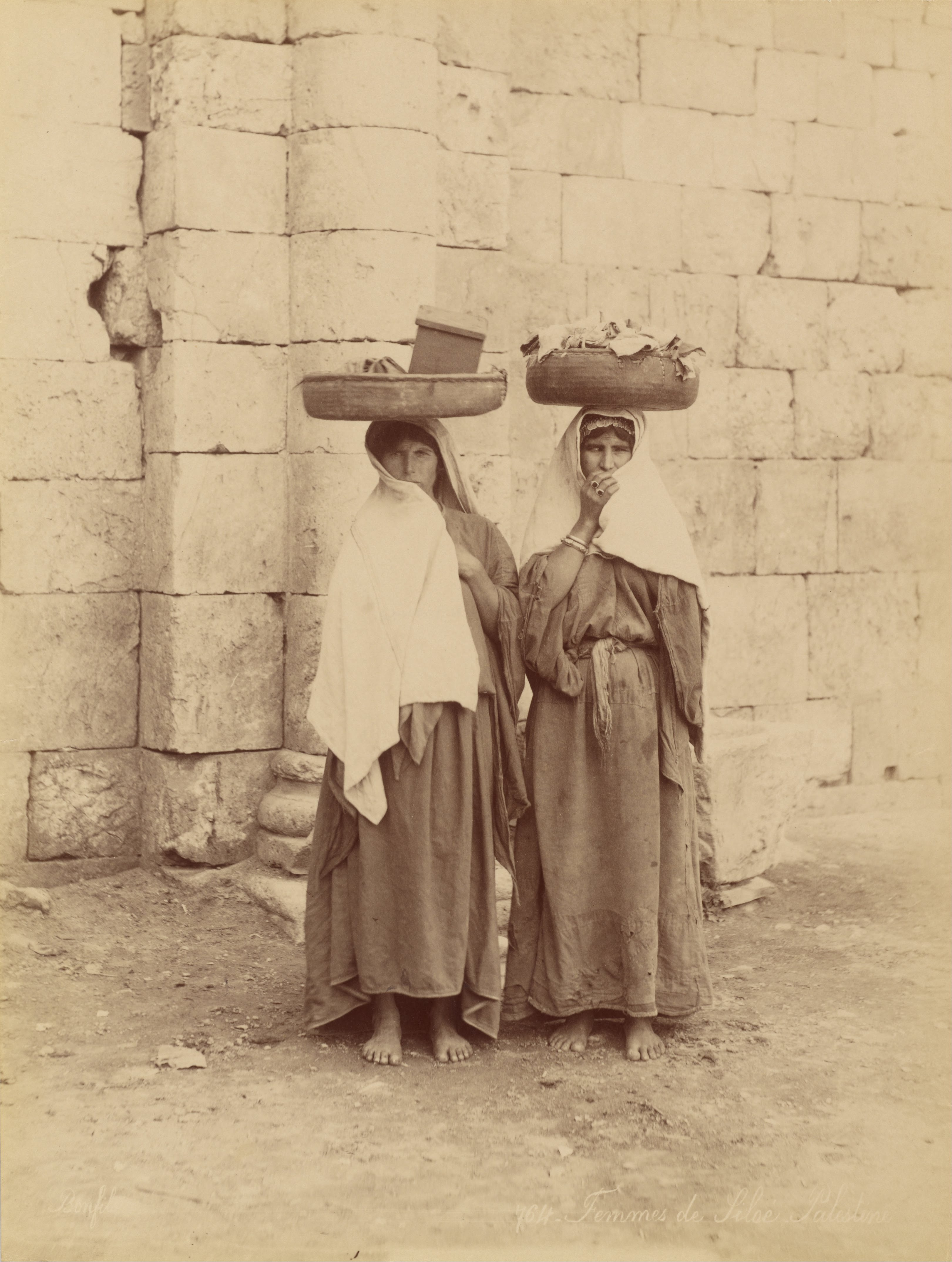
Ženy ze Siloé, Palestina, asi 1880

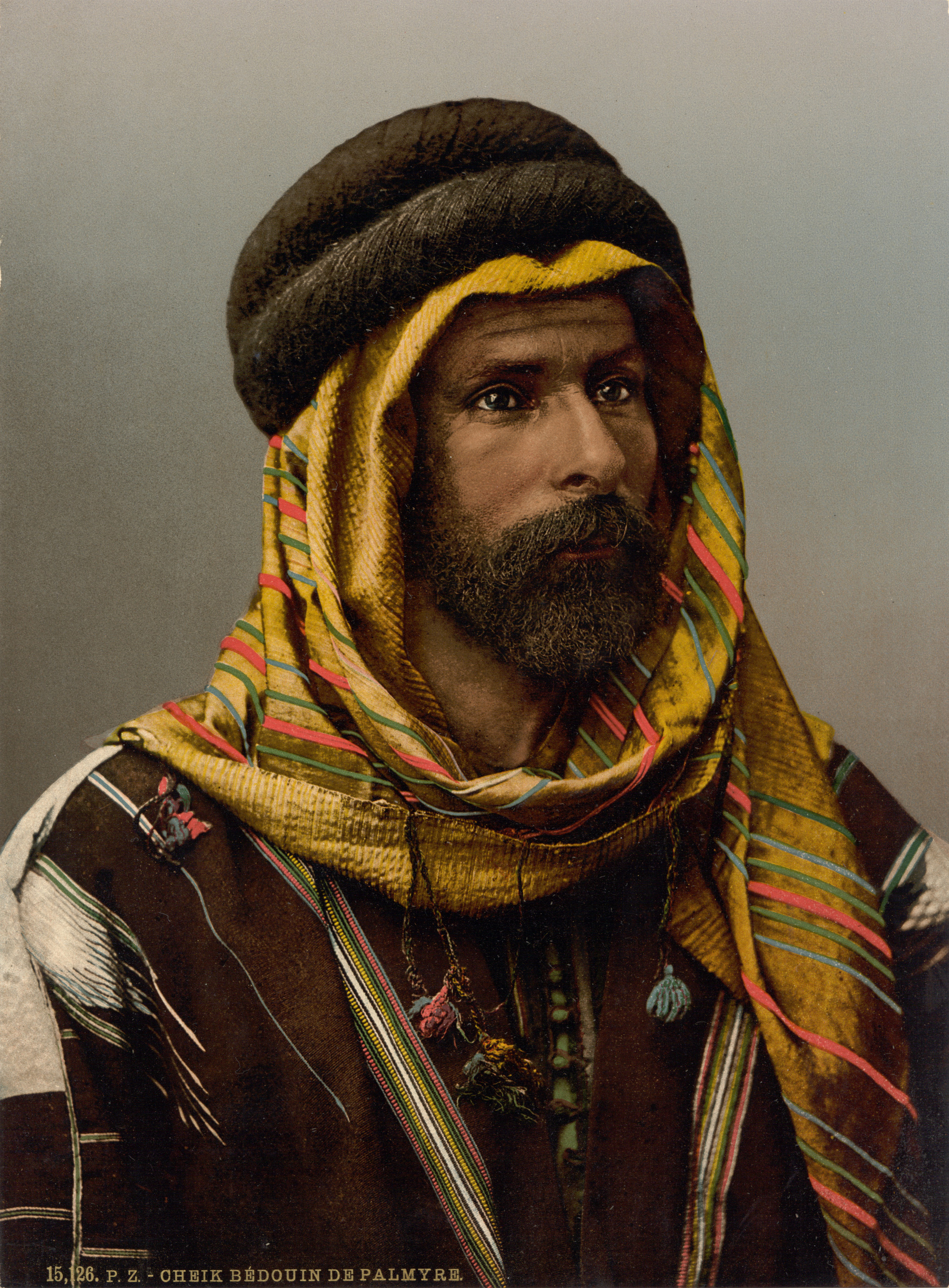
Beduínský náčelník z Palmýry, fotochrom, 80. léta 19. století

Marie-Lydie Bonfilsová, rozená Cabanisová, (nepřechýleně Marie-Lydie Bonfils; 21. března 1837 Congénies – 1918 Káhira) byla francouzská fotografka a první profesionální fotografka na Blízkém východě. Pochází z Francie a koncem 19. a začátkem 20. století působila v Libanonu a okolních oblastech. Lydie a její manžel Félix Bonfils založili Maison Bonfils, první fotografické studio v Bejrútu.

## Raný a rodinný život
Lydie se provdala za Félixe Bonfilse 27. srpna 1857 v Crespianu. Jejich děti, Félicité-Sophie a Paul Félix Adrien (známý jako Adrien), se narodili v roce 1858 a 1861 v Saint-Hippolyte-du-Fort. Félix byl původně knihař, ale když Francie v roce 1860 zasáhla do občanské války mezi křesťany a Drúzy na Blízkém východě, byl součástí vojenské výpravy. Lydie byla okouzlena příběhy o Libanonu, které Félix vyprávěl po svém návratu.
Podle některých zdrojů Félix učil heliogravuru Abela Niépce de Saint-Victora a v roce 1864 vedl tiskárnu v Alès.
Když Adrien nebezpečně onemocněl černým kašlem, myslelo se, že změna klimatu způsobí jeho zlepšení. Bylo tedy rozhodnuto, že Lydie vezme Adriena do Bejrútu, aby se zotavil, kvůli Félixovým příjemným vzpomínkám na Libanon a Lydiině touze vidět tuto oblast. Výlet měl velký úspěch a v roce 1867 se celá rodina přestěhovala z Francie do Bejrútu.

## Kariéra
Jakmile byli v Bejrútu, Bonfilsovi otevřeli fotografické studio „Maison Bonfils“, které se nacházelo na adrese Rue George Picot. Maison Bonfils produkoval studiové portréty, inscenoval biblické scény, krajiny a panoramatické fotografie.
Lydie byla z velké části zapojena do administrativních povinností, které se ještě více rozšířily, když se obchod rozšířil do Káhiry a Alexandrie, s napojením na newyorskou agenturu. Podílela se také na přípravě bílku pro tisk. Jednalo se o oddělování bílků od žloutků, což byl zdlouhavý a náročný proces. Podle Adrienova syna Rogera Bonfilse, který v roce 1916 nastupoval na evakuační loď, aby opustil Bejrút, Lydie zvolala: "Už nechci cítit další vejce!".
Přestože jsou rané fotografie společnosti Maison Bonfils obecně připisovány pouze Félixovi, zapojení Lydie a Adriena do fotografické stránky obchodu začalo být později uznáváno. Měli také nezjištěný počet asistentů. Fotografové v této oblasti měli problém najít ochotné subjekty kvůli místním náboženským a kulturním obavám o fotografování, zejména žen. Na druhou stranu byla Lydie jako žena příznivou volbou fotografky pro ženy z Blízkého východu v této oblasti. Tato oblast byla pro Lydii považována za příliš nebezpečnou , aby mohla fotografovat mimo ateliér, takže její práce byly pravděpodobně hlavně studiové portréty. Zdá se však, že byla také zodpovědná za některé krajinářské fotografie, protože anglický duchovní Samuel Manning ve své knize z roku 1874 uvádí jako fotografický zdroj pro ilustrace Palestiny „Madame Bonfils of Beyrout“.
Lydie vedla studio za Félixovy nepřítomnosti, když se v roce 1876 vrátil do Alès, aby publikoval sbírku svých fotografií. V roce 1878 byl název studia změněn na „F. Bonfils et Cie“. Jejich syn Adrien, nyní zpět v Bejrútu po dokončení studií ve Francii, převzal během této doby více odpovědnosti za fotografování. Félix znovu cestoval do Alès, aby v roce 1880 založil továrnu na kolotypový tisk, a tam v roce 1885 zemřel.
Adrien zůstal ve studiu až do počátku 20. století, kdy odešel otevřít hotel ve městě Brummana. S pomocí kolegy fotografa Abrahama Guiragossiana Lydie pokračovala ve vedení studia i po Adrienově odchodu. V roce 1907 Lydie publikovala sbírku fotografií z ateliéru pod názvem Catalogue général des vues photographiques de l'Orient.
Kariéra fotografky byla zastavena vstupem Osmanské říše do první světové války. Byla evakuována se svou rodinou do Káhiry, kde zemřela a byla pohřbena v roce 1918. Po její smrti Guiragossian koupil Maison Bonfils a jejich archiv. Spojení Lydie se studiem zůstalo, protože své fotografie podepisoval: "Lydie Bonfils photographe, Bejrút (Sýrie) nástupce A. Guiragossian."

## Vybrané fotografie Maison Bonfils
Archiv Bonfilsových byl digitalizován v rámci projektu mezi British Library Endangered Archives Programm a Jafet Memorial Library, Americkou univerzitou v Bejrútu, v roce 2013. Sbírka je k dispozici online na webových stránkách Programu ohrožených archivů.

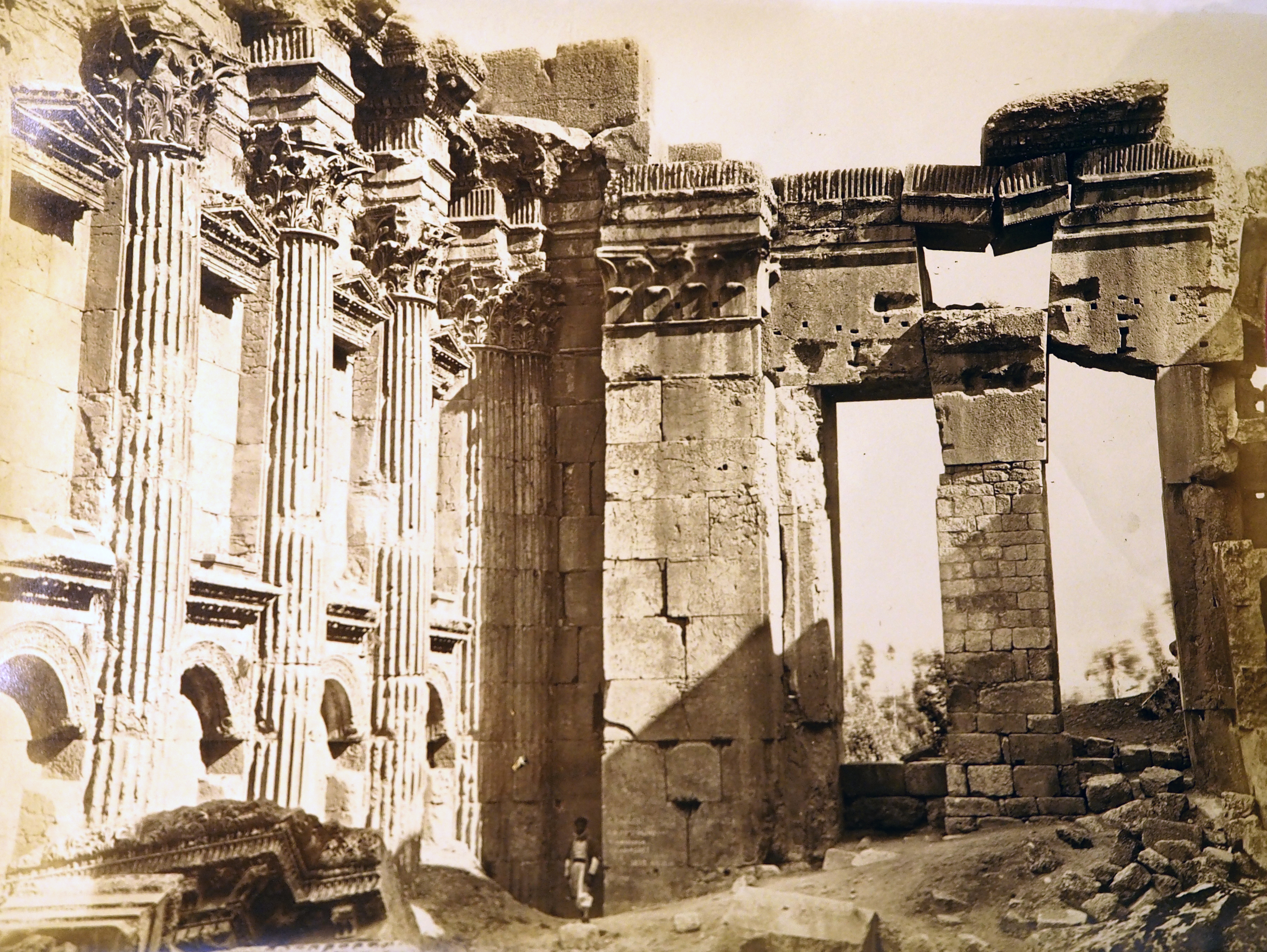
Jupiterův chrám, Baalec, Sýrie, Mougins, (MACM)
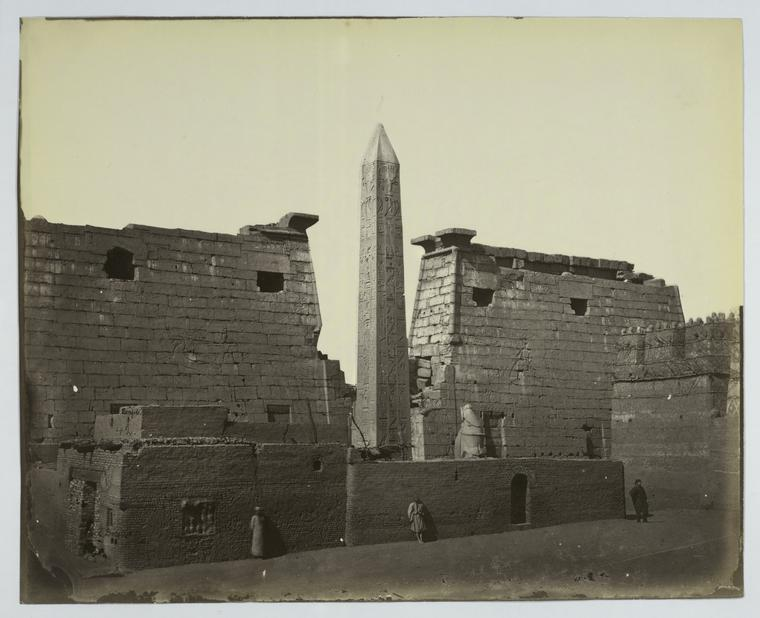
Chrám v Luxoru, 1867
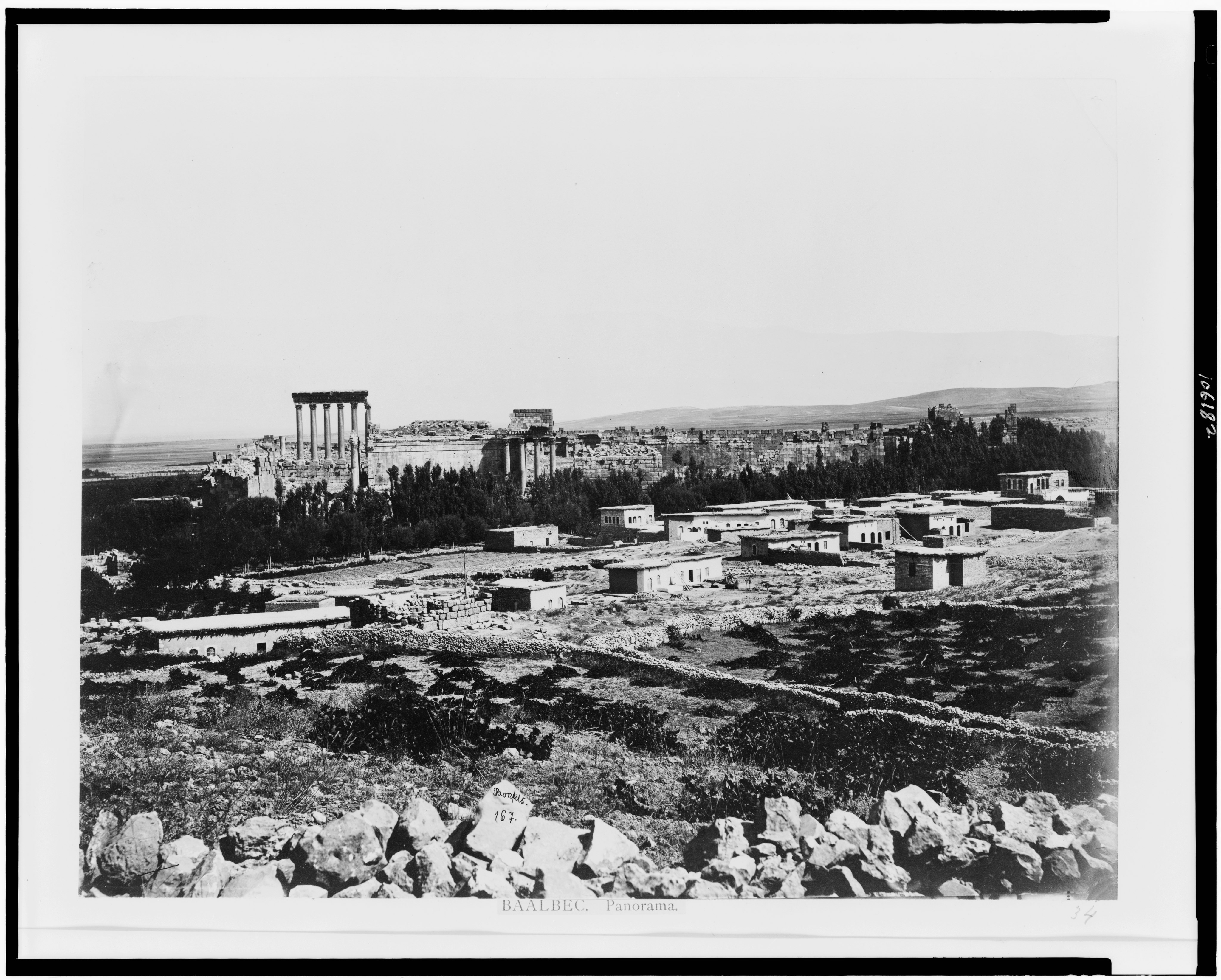
Panorama Baalbec, 1870
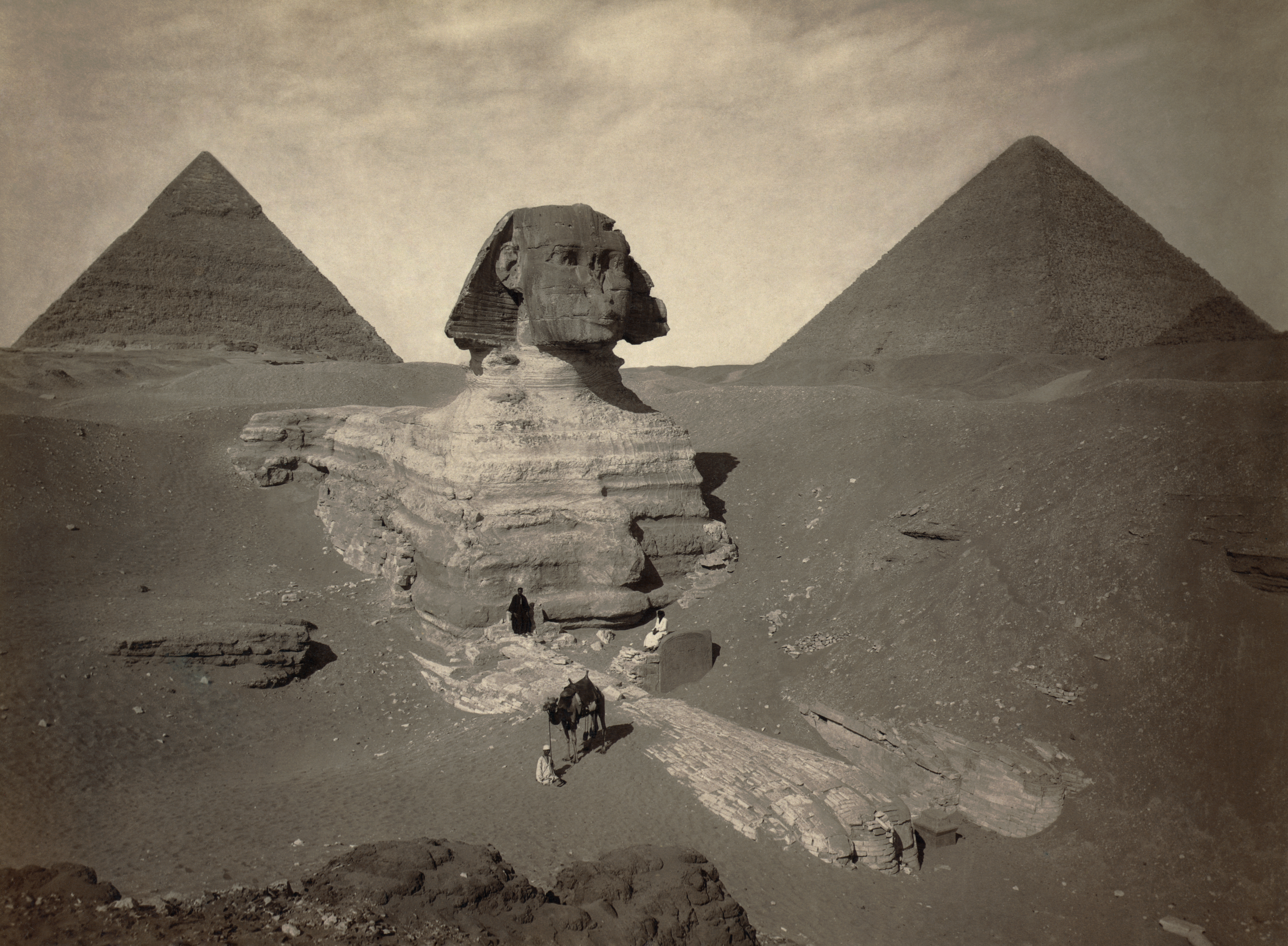
Částečně vykopaná Sfinga, mezi 1867 a 1899